# Inbioia pivai
Inbioia pivai là một loài tò vò trong họ Ichneumonidae.